# Julio Argentino Roca
Alejo Julio Argentino Roca Paz, argentinski general, * 17. julij 1843, San Miguel de Tucumán, † 19. oktober 1914, Buenos Aires.
Roca je bil predsednik Argentine (1880–1886 in 1898–1904).